# Tor der Toten

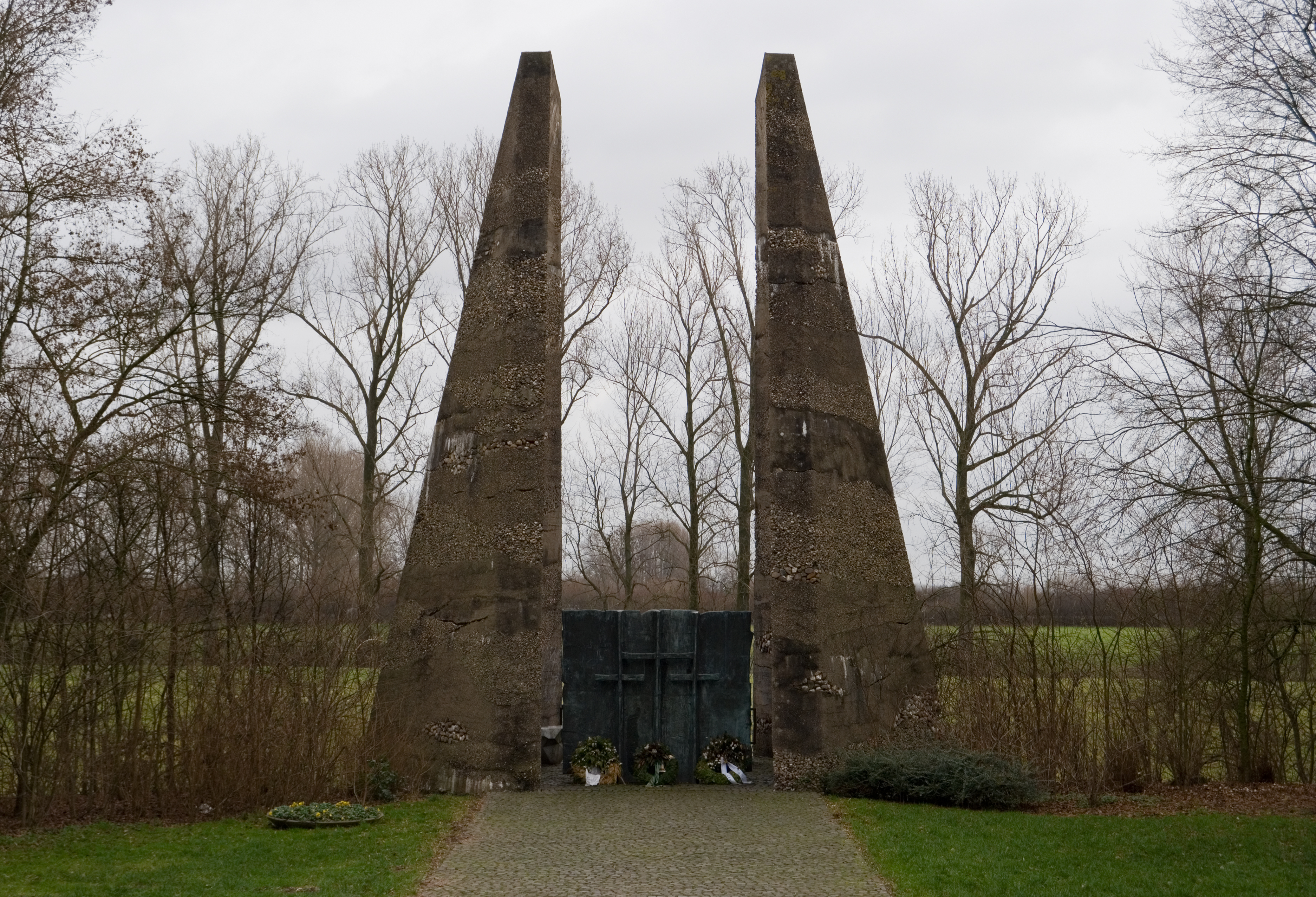
Das Tor der Toten (Dezember 2011)

Das Tor der Toten ist ein Kriegsehren- und Mahnmal östlich des Stadtkerns von Rheinberg, nahe dem Marktplatz, am Niederrhein in Nordrhein-Westfalen. Es liegt auf der alten Wallanlage der ehemaligen Stadtbefestigung an den Rheinwiesen. Es fällt durch seine außergewöhnliche Form und seine außergewöhnliche Größe im Verhältnis zur etwa 31.200 Einwohner zählenden Stadt Rheinberg auf.

## Geschichte
Nach dem Abschluss der Heimkehr der Zehntausend aus Russland Anfang 1956 empfanden die Einwohner Rheinbergs ein starkes Verlangen nach einem Ehrenmal. So gründete sich im Juli 1957 ein Ehrenmalausschuss aus den höheren Persönlichkeiten der Stadt, der sich für einen Entwurf des Klever Architekten Toni Hermanns entschied. Dieser wollte damit einen Kontrast zwischen friedvoller Landschaft und einer drohenden Bronzeplastik als Symbol für die Unmenschlichkeit des Krieges darstellen. Der Bildhauer Fritz Koenig setzte den Entwurf der durch Spenden finanzierten Plastik um, sodass sie am 17. Juni 1964 als „Tor der Toten“ eingeweiht wurde.

## Beschreibung
Das Tor der Toten besteht aus zwei etwa zwölf Meter hohen Betonstelen, die zwei betende Hände symbolisieren sollen. Im Inneren des Denkmals wurde zentral ein viereckiger Stein eingemauert, eine Art Truhe, die hohl und durch ein viereckiges Bronzestück verschlossen ist. Darin befindet sich eine Pergamentrolle mit 650 Namen von Opfern, darunter Kriegsgefallene und -vermisste, Bomben- und Fluchttote sowie in Konzentrationslagern verstorbener Rheinberger. Zwischen den beiden Säulen ist auf einem begehbaren Bereich eine drei Meter breite und zweieinhalb Meter hohe Bronzeplatte befestigt, auf deren Vorderseite drei Kreuze angebracht wurden. Auf der Rückseite befindet sich die Inschrift „Wir sind Euch vorausgegangen in dunkler Zeit. Denkt an uns und seht den Willen dessen, der gibt und nimmt.“

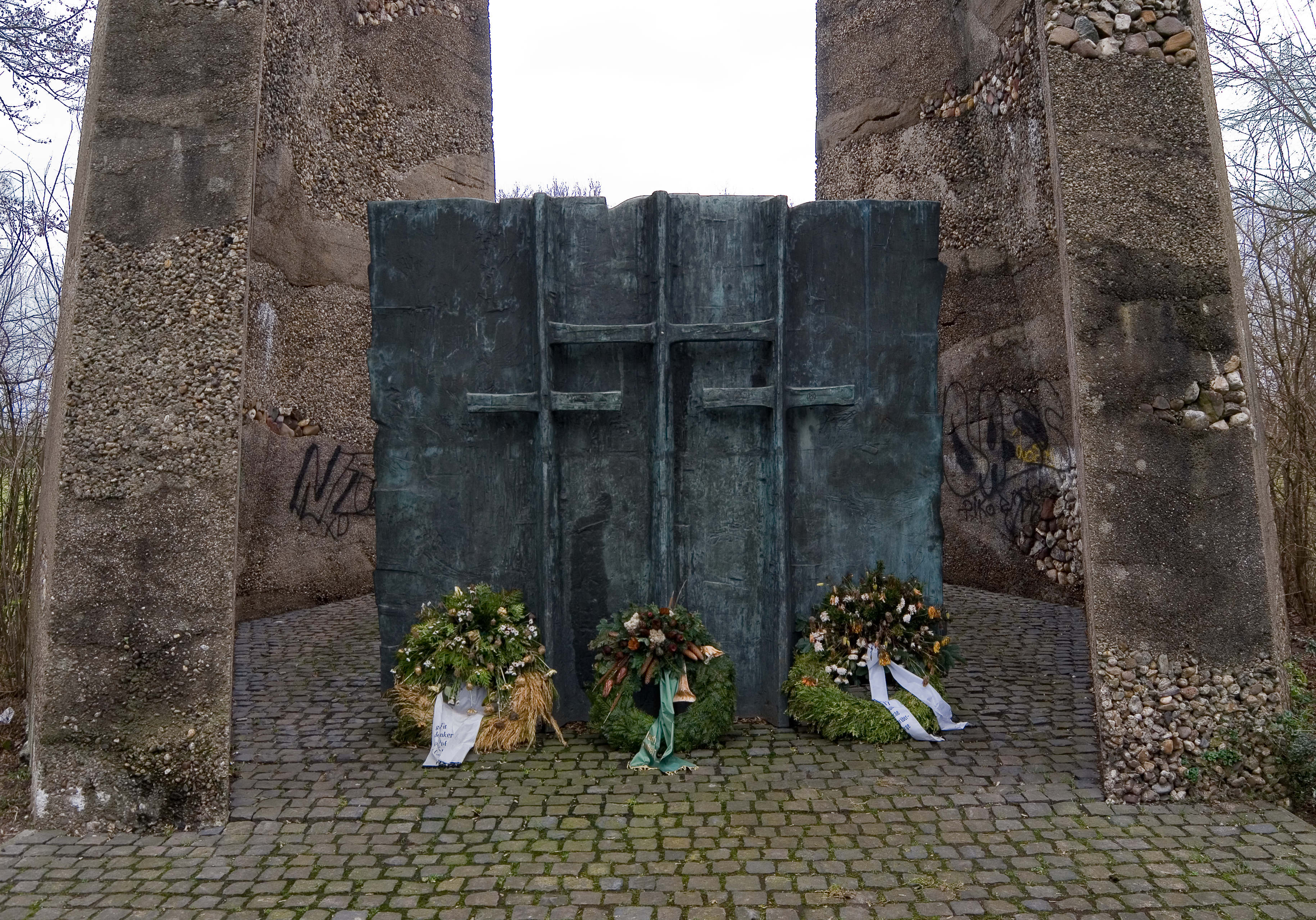
Die Vorder-…
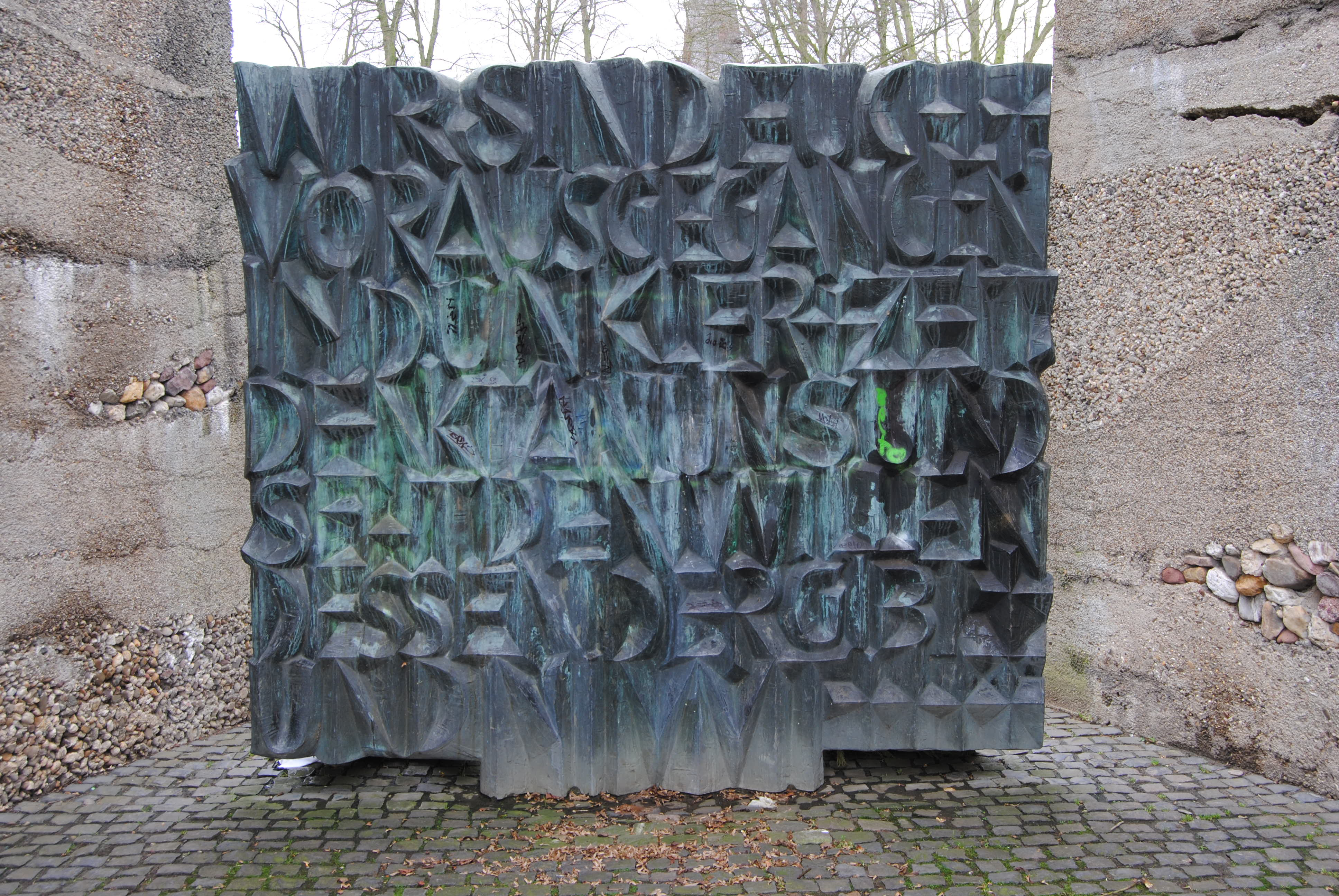
…und die Rückseite der Bronzeplatte
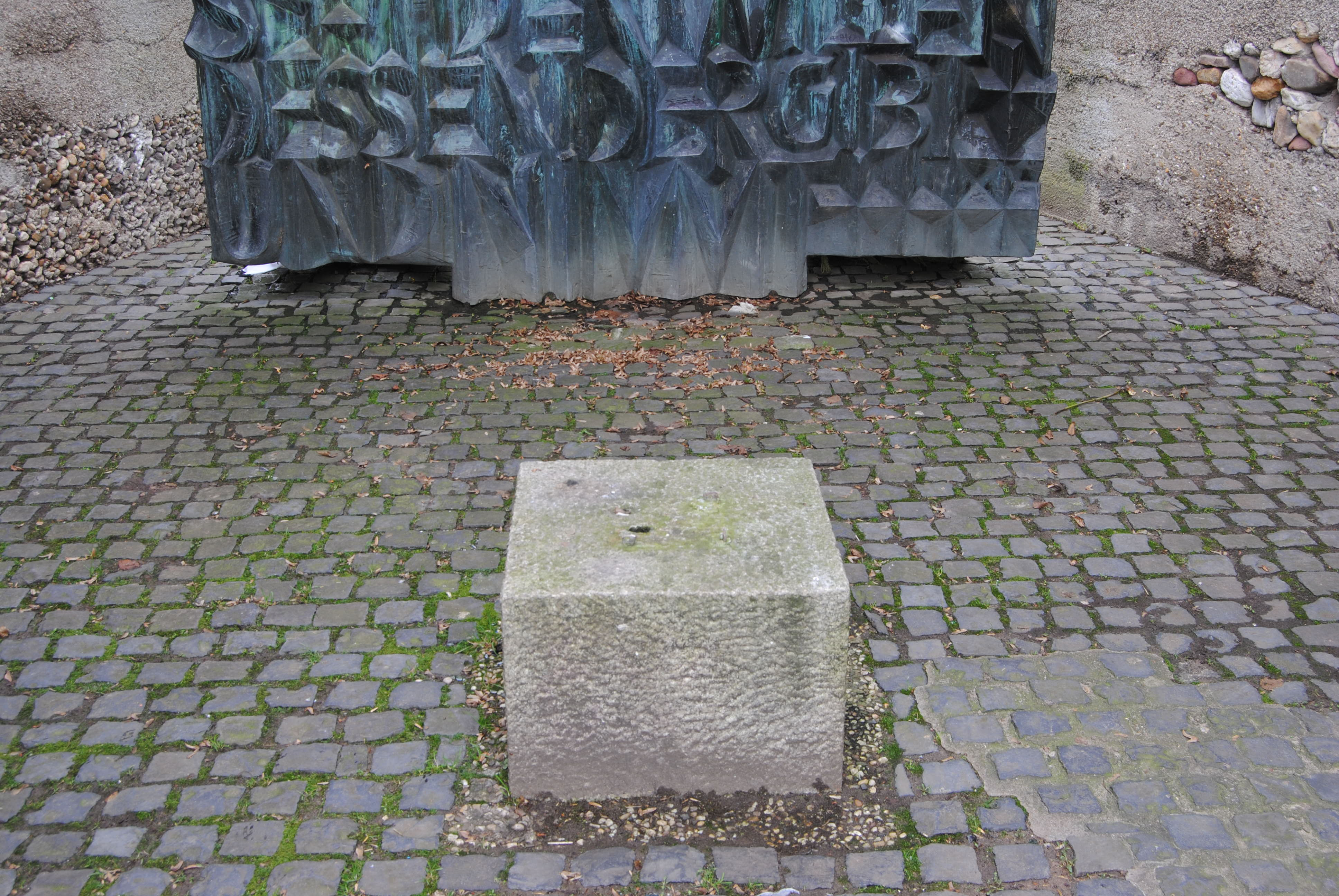
Als Truhe genutzter viereckiger Stein mit der Pergamentrolle
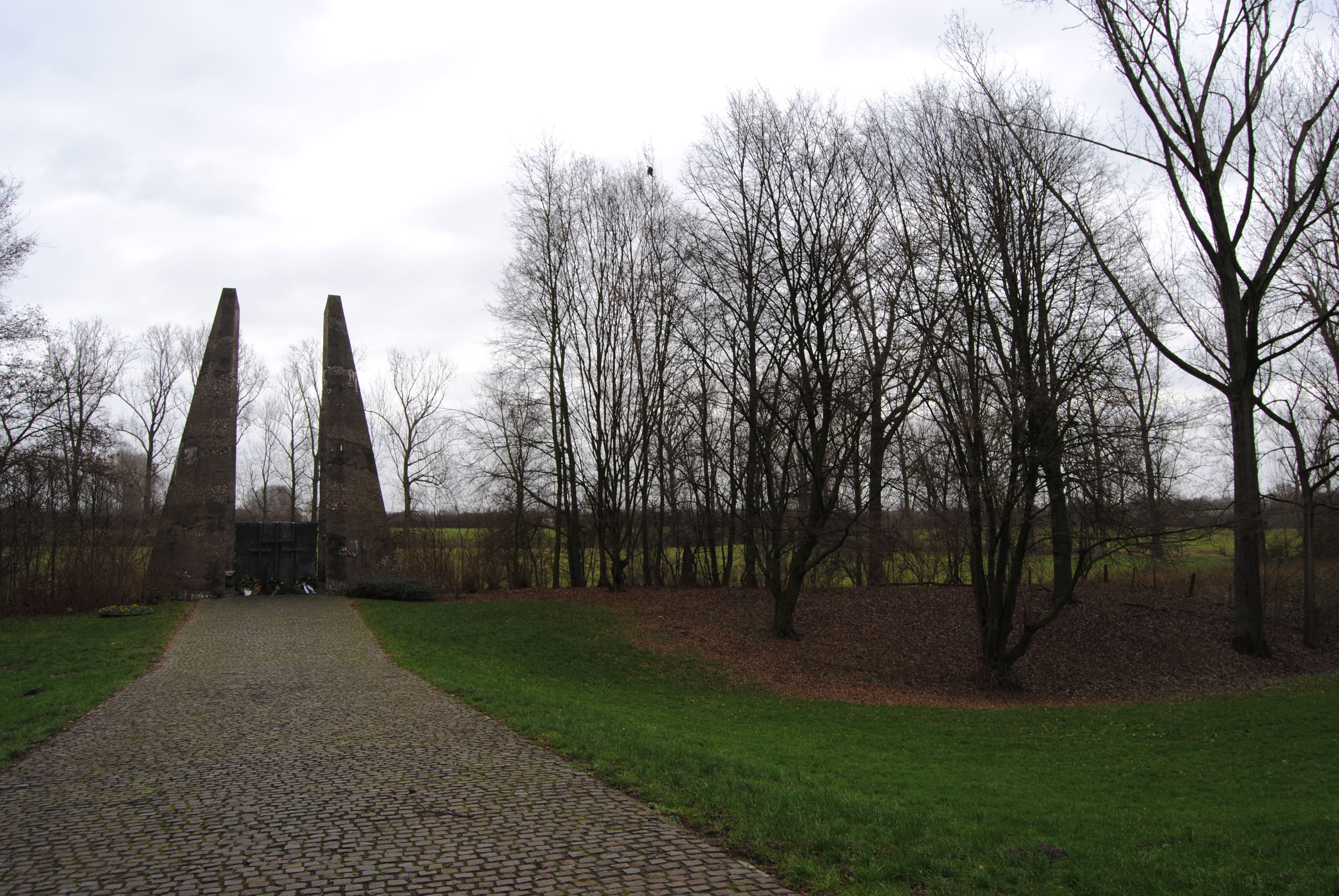
Das Denkmal auf den ehemaligen Wallanlagen